# Marcus Knuth
Johan Henrik Marcus Knuth (nascido a 2 de abril de 1976, em Copenhaga) é um escritor e político dinamarquês, membro do Folketing pelo Partido Popular Conservador. Ele foi eleito para o parlamento nas eleições legislativas dinamarquesas de 2015.

## Carreira política
Knuth foi eleito parlamentar pelo partido Venstre nas eleições de 2015, nas quais recebeu 7.351 votos, e foi reeleito em 2019, onde obteve 9.523 votos. A 29 de novembro de 2019 Knuth decidiu deixar o Venstre e ingressar no Partido Popular Conservador. Ele também é escritor.